# Coupe Memorial 1981
Navigation
Édition précédente Édition suivante
L'édition 1981 de la Coupe Memorial est présenté du 3 au 10 mai 1981 à Windsor, Ontario. Gérée par l'Association canadienne de hockey amateur, elle regroupe les meilleures équipes de niveau junior à travers les ligues basée au Canada.

## Équipes participantes
- Les Royals de Cornwall représentent la Ligue de hockey junior majeur du Québec.
- Les Rangers de Kitchener représentent la Ligue de hockey de l'Ontario.
- Les Cougars de Victoria représentent la Ligue de hockey de l'Ouest.

## Classement de la ronde préliminaire
| Équipe               | PJ | V | D | BP | BC | Pts |
| -------------------- | -- | - | - | -- | -- | --- |
| Royals de Cornwall   | 4  | 3 | 1 | 21 | 14 | 6   |
| Rangers de Kitchener | 4  | 2 | 2 | 17 | 19 | 4   |
| Cougars de Victoria  | 4  | 1 | 3 | 14 | 19 | 2   |

## Résultats

### Résultats du tournoi à la ronde
Voici les résultats du tournoi à la ronde pour l'édition 1981 :

## Effectifs
Voici la liste des joueurs des Royals de Cornwall, équipe championne du tournoi 1981 :
- Entraîneur : Bob Kilger
- Gardiens : Tom Graovac, Joe Mantione et Corrado Micalef.
- Défenseurs : Fred Arthur, Fred Boimistruck, Eric Calder, Craig Haliday, Marc Lalonde et Robert Savard.
- Attaquants : Scott Arniel, Marc Crawford, Gilles Crepeau, Jeff Eatough, Dan Frawley, Doug Gilmour, Dale Hawerchuk, John Kirk, Sandy Mitchell, Steve Molaski, Gerard Peltier et Roy Russell.

## Honneurs individuels
- Trophée Stafford-Smythe (MVP) : Dale Hawerchuk (Royals de Cornwall)
- Trophée George-Parsons (meilleur esprit sportif) : Mark Morrison (Cougars de Victoria)
- Trophée Hap-Emms (meilleur gardien) : Corrado Micalef (Royals de Cornwall)

Équipe d'étoiles :
- Gardien : Corrado Micalef (Royals de Cornwall)
- Défense : Fred Arthur (Royals de Cornwall); Joe McDonell (Rangers de Kitchener)
- Centre : Dale Hawerchuk (Royals de Cornwall)
- Ailier gauche : Marc Crawford (Royals de Cornwall)
- Ailier droit : Brian Bellows (Rangers de Kitchener)